# Porta Romana (metropolitana di Milano)
Porta Romana è una stazione della linea M3 della metropolitana di Milano.

## Storia
La stazione entrò in servizio il 16 dicembre 1990, come capolinea provvisorio della tratta da Duomo.
Quando nel 1991 la linea è stata prolungata in direzione sud, con l'apertura delle stazioni da Lodi TIBB a San Donato, Porta Romana è divenuta una stazione passante.
Nei primi progetti inoltre la stazione doveva essere chiamata Medaglie d'Oro; il nome di Porta Romana sarebbe stato attribuito all'attuale Lodi TIBB, posta in corrispondenza della stazione di Milano Porta Romana.

## Strutture e impianti
Porta Romana, come tutte le altre stazioni della linea M3, è accessibile ai disabili. Rientra inoltre dall'area urbana della metropolitana milanese.
Sorge all'estremità sud del corso di Porta Romana e presenta uscite in corso Lodi e in viale Sabotino.

## Interscambi
Nelle vicinanze della stazione effettuano fermata alcune linee urbane, tranviarie ed automobilistiche, gestite da ATM.
- Fermata tram (linea 9)
- Fermata autobus

## Servizi
La stazione dispone di:
- Accessibilità per portatori di handicap
- Ascensori
- Scale mobili
- Emettitrice automatica biglietti
- Servizi igienici
- Stazione video sorvegliata